# Geophis
Las culebras mineras (Geophis) forman un género de culebras que pertenecen a la familia Dipsadidae. El género tiene 49 especies, cuya área de distribución incluye México, América central y el norte de Sudamérica.

## Especies
Se reconocen las siguientes:
- Geophis anocularis (Dunn, 1920) - Culebra minadora de Sierra Mije
- Geophis bellus Myers, 2003.- Culebra minera de los Altos de Pacora .
- Geophis berillus Barragán-Reséndiz, Pavón-Vázquez, Cervantes-Burgos, Trujano-Ortega, Canseco-Márquez & García-Vázquez, 2022. - Culebra minadora de Valle de Bravo.
- Geophis betaniensis (Restrepo & Wright, 1987). - Culebra minera de Betania.
- Geophis bicolor (Günther, 1868) - Culebra minadora del Altiplano.
- Geophis blanchardi (Taylor & Smith, 1939) - Culebra minadora de Blanchard.
- Geophis brachycephalus (Cope, 1871). - Culebra minadora de Costa Rica.
- Geophis cancellatus (H. M. Smith, 1941) - Culebra minadora de Chiapas.
- Geophis carinosus Stuart, 1941 - Culebra minadora aquillada.
- Geophis chalybeus (Wagler, 1830) - Culebra minadora veracruzana.
- Geophis championi Boulenger, 1894. - Culebra minadora panameña.
- Geophis damiani Wilson, Mccranie & Williams, 1998. - Culebra minadora hondureña de banda roja.
- Geophis downsi Savage, 1981. - Culebra minadora de Savage.
- Geophis dubius (Peters, 1861) - Culebra minadora de la Mesa del Sur.
- Geophis duellmani Smith & Holland, 1969 - Culebra minadora de Sierra de Juárez.
- Geophis dugesi Bocourt, 1883 - Culebra minadora de Chihuahua.
- Geophis dugesii Bocourt, 1883. - Culebra minadora de Dugès.
- Geophis dunni Schmidt, 1932. - Culebra minadora de Dunn.
- Geophis fulvoguttatus Mertens, 1952 	 . - Culebra minadora de Mertens.
- Geophis godmani Boulenger, 1894. - Culebra minadora de Godman.
- Geophis hoffmanni (Peters, 1859). - Culebra minadora de Hoffmann.
- Geophis immaculatus Downs, 1967 - Culebra minadora inmaculada.
- Geophis incomptus Duellman, 1959 - Culebra minadora de la Sierra de Coacolman.
- Geophis isthmicus (Boulenger, 1894) - Culebra minadora de Tehuantepec.
- Geophis juarezi Nieto-Montes De Oca, 2003. - Culebra Minera de Juarez.
- Geophis juliai Pérez-Higareda, Smith & López-Luna, 2001. - Culebra minadora de Los Tuxtlas.
- Geophis laticinctus Smith & Williams, 1963 - Culebra minadora de la Mesa Central.
- Geophis laticollaris Smith, Lynch and Altig, 1965. - Serpiente de tierra cuello ancho.
- Geophis latifrontalis Garman, 1883 - Culebra minadora potosina.
- Geophis lorancai Canseco-Márquez, Pavón-Vázquez, López-Luna & Nieto-Montes de Oca, 2016. - Culebra minadora de Loranca; Culebra minadora de la Sierra de Zongolica.
- Geophis maculiferus Taylor, 1941 - Culebra minadora michoacana.
- Geophis mutitorques (Cope, 1885) - Culebra minadora de tierras altas.
- Geophis nasalis (Cope, 1868) - Culebra minadora del café.
- Geophis nephodrymus Townsend & Wilson, 2006. - Culebra minadora de bosque mesófilo.
- Geophis nigroalbus Boulenger, 1908. - Culebra minadora colombiana.
- Geophis nigrocinctus Duellman, 1959 - Culebra minadora rayas negras.
- Geophis occabus Pavón-Vázquez, García-Vázquez, Blancas-Hernández & Nieto-Montes De Oca, 2011. - Culebra minadora de El Molote.
- Geophis omiltemanus Günther, 1893 - Culebra minadora guerrerense.
- Geophis petersii Boulenger, 1894. - Culebra minadora de Peters.
- Geophis pyburni Campbell & Murphy, 1977 - Culebra minadora de Pyburn
- Geophis rhodogaster (Cope, 1868). - Culebra minadora guatemalteca.
- Geophis rostralis (Jan, 1865). - Culebra minadora de la Sierra Madre del Sur.
- Geophis russatus Smith & Williams, 1966 - Culebra minadora roja.
- Geophis ruthveni Werner, 1925. - Culebra minadora de Ruthven.
- Geophis sallaei Boulenger, 1894 - Culebra minadora de Salle.
- Geophis semidoliatus (Duméril, Bibron & Duméril, 1854) - Culebra minadora coralillo.
- Geophis sieboldi (Jan, 1862) - Culebra minadora de Siebold.
- Geophis talamancae Lips & Savage, 1994. - Culebra minadora de cola negra.
- Geophis tarascae Hartweg, 1959 - Culebra minadora tarasca.
- Geophis tectus Savage & Watling, 2008. - Culebra minadora de La Loma.
- Geophis turbidus Pavón-Vázquez, Canseco-Márquez & Nieto-Montes De Oca, 2013. - Culebra minadora poblana.
- Geophis zeledoni Taylor, 1954. - Culebra minadora de vientre obscuro.